# 謝米連基
49°35′35″N 27°18′20″E / 49.59306°N 27.30556°E
塞米倫基（烏克蘭語：Семиреньки）是位於烏克蘭西部的村莊，由赫梅利尼茨基州裡赫梅利尼茨基區的米羅柳布內市鎮負責管轄。該村面積1.42平方公里，海拔高度314米，2001年人口242，人口密度每平方公里170.3人。